# Coleophora filaginella
Coleophora filaginella is een vlinder uit de familie kokermotten (Coleophoridae). De wetenschappelijke naam is voor het eerst geldig gepubliceerd in 1881 door Fuchs.
De soort komt voor in Europa.